# The Woman in Black (filme)
The Woman in Black (Brasil: A Mulher de Preto / Portugal: A Mulher de Negro) é um filme de 2012, do Reino Unido, de terror. The Woman in Black é dirigido por James Watkins e escrito por Jane Goldman e é baseado no romance homônimo de Susan Hill. É produzido e filmado nos estúdios da Hammer Film Productions, um dos grandes estúdios de terror/suspense dos anos 60 e 70. O filme é estrelado por Daniel Radcliffe, Ciarán Hinds, Janet McTeer, Sophie Stuckey e Liz White. É o primeiro filme de Ciarán e Daniel juntos após Harry Potter e as Relíquias da Morte.

## Enredo
Na Era eduardiana, o jovem advogado Arthur Kipps (Daniel Radcliffe) vive com seu filho de quatro anos de idade, Joseph (Misha Handley) e babá de seu filho (Jessica Raine). A esposa  de Kipps,Stella (Sophie Stuckey) morreu após o parto. Kipps é atribuído a lidar com a propriedade de Alice Drablow, dona de uma mansão inglesa conhecida como Eel Marsh House, onde vivia com seu marido, o filho Nathaniel, e sua irmã Jennet Humfrye (Liz White). Embora os moradores queiram que ele vá embora, Kipps faz amizade com Sam Daily (Ciarán Hinds), um rico fazendeiro e sua esposa Elisabeth (Janet McTeer).
Na Eel Marsh House, localizada em uma ilha cheia de pântanos, Kipps vai para um quarto no andar de cima depois de ouvir passos e vê uma mulher vestida de preto fora da janela. Ele corre para os pântanos e as testemunhas do afogamento de Nathaniel. Acreditando que ele seja real, ele relata o avistamento na delegacia local e, enquanto lá, dois meninos trazem uma menina que havia tomado lixívia, ela morre nos braços de Kipps. Kipps considera que o advogado local trancou sua filha no porão.
Kipps fica sabendo com os Dailys que eles tinham um filho, Nicholas (Sidney Johnston), que se afogou enquanto brincava na praia. Nicholas possui Elisabeth e chama uma mulher pendurada que Kipps percebe que é Jennet. Mais tarde na Marsh, Kipps descobre notas que mostram que Jennet era mentalmente instável e era a verdadeira mãe de Nathaniel, mas a guarda foi concedida a Alice. Após a morte de Nathaniel nos pântanos, Jennet se enforcou. Kipps fica a noite na Eel Marsh House, em meio a inúmeras experiências paranormais com a Mulher de Preto e os filhos que ela teve se suicidam. Quando Sam leva Kipps de volta à cidade, a casa do delegado pega fogo. Kipps tenta resgatar a filha do delegado trancada no porão, mas a mando da Mulher de Preto ela quebra uma lanterna de querosene a seus pés, e é consumida pelas chamas.
A sra. Daily explica que os habitantes da cidade acreditam que quando alguém vê a Mulher de Preto uma criança comete suicídio. Seu filho a possui novamente e revela que o filho de Arthur Kipps é a próxima vítima. Sam e Kipps recuperam o corpo de Nathaniel e o enterra com sua verdadeira mãe, pensando que se enterrasse Nathaniel com sua mãe ela pararia os ataques. Kipps, em seguida, vai encontrar com seu filho na estação ferroviária e diz para a babá que eles tem que voltar imediatamente a Londres. A mando da Mulher de Preto, Joseph pula nos trilhos e começa a caminhar em direção a um trem que se aproxima. Kipps corre e agarra Joseph. Ainda de pé sobre os trilhos com Joseph, Kipps olha para cima para ver a plataforma agora deserta. Ele vê sua falecida esposa e percebe que ele e seu filho morreram. Os três juntos caminham em direção de uma luz.

## Elenco
| Atores           | Personagens         |
| ---------------- | ------------------- |
| Daniel Radcliffe | Arthur Kipps        |
| Ciarán Hinds     | Mr. Daily           |
| Shaun Dooley     | Fisher              |
| Janet McTeer     | Esposa de Daily     |
| Alisa            | Alice Drablow       |
| David Burke      |                     |
| Liz White        | Jennet Humfrye      |
| Sidney Johnston  | Nicholas Daily      |
| Aoife Doherty    | Lucy Jerome         |
| Alexia Osborne   | Victoria Hardy      |
| Mary Stockley    | Mrs. Fisher         |
| Paul J. Dove     | The Village Butcher |
| Teresa Churcher  | Mrs. Hardy          |
| Misha Handley    | Joseph Kipps        |

## Recepção

### Bilheteria
Durante a semana de estréia, The Woman in Black ganhou 20 milhões de dólares, a maior bilheteria dos Estados Unidos para um filme da Hammer. Em junho de 2012, The Woman in Black fez 127 730 736 dólares em todo o mundo. O filme também se tornou a maior bilheteria de um filme de terror britânico em 20 anos.

### Críticas
As críticas para o filme foram, em geral favoráveis. Desde 24 de maio de 2012, o filme tinha uma taxa de aprovação de 65% no Rotten Tomatoes com base em 171 comentários, com uma classificação média de 6/10, e um comentário que diz: "O tradicional é uma falha, The Woman in Black troca sangue por calafrios, embora não possa oferecer um número suficiente deles para os telespectadores sintonizados com moderno, horror high-stakes". O filme recebeu uma classificação de 62% no Metacritic, indicando avaliações favoráveis.

## Sequência
Em 2 de abril de 2012, a Hammer Films anunciou que haveria uma sequência intitulada The Woman in Black: Angels of Death. No filme, a história se passa na Segunda Guerra Mundial, 40 anos após os eventos ocorridos no filme anterior. Em abril de 2013, foi anunciado que Jeremy Irvine iria desempenhar o papel principal com rumores de Daniel Radcliffe reprisando brevemente seu papel do primeiro filme, no entanto Radcliffe em última análise não apareceu na sequência. Também foi anunciado que Phoebe Fox e Helen McCrory entraram para o elenco. O filme começou a ser gravado em no início de 2014.
O filme foi lançado em 2 de Janeiro de 2015, com a bilheteria de 48,9 milhões de dólares, mas as respostas críticas geralmente negativas.